# Parafia św. Małgorzaty Antiocheńskiej i Podwyższenia Krzyża Świętego w Bzowie
Parafia św. Małgorzaty Antiocheńskiej i Podwyższenia Krzyża Świętego w Bzowie – rzymskokatolicka parafia dekanatu nowskiego w diecezji pelplińskiej.
Od 2018 proboszczem jest ks. Mirosław Przechowski. 

## Zasięg parafii
Na obszarze parafii leżą miejscowości: Krusze, Osiek, Fletnowo. Tereny te znajdują się w Gminie Warlubie, w powiecie świeckim, w województwie kujawsko-pomorskim.